# Сайкс (Луїзіана)
Сайкс (англ. Sikes) — селище (англ. village) в США, в окрузі Вінн штату Луїзіана. Населення — 112 особи (2020).

## Географія
Сайкс розташований за координатами 32°4′44″ пн. ш. 92°29′11″ зх. д. / 32.07889° пн. ш. 92.48639° зх. д. (32.078981, -92.486270).  За даними Бюро перепису населення США в 2010 році селище мало площу 4,05 км², уся площа — суходіл.

## Демографія
Згідно з переписом 2010 року, у селищі мешкало 119 осіб у 51 домогосподарстві у складі 29 родин. Густота населення становила 29 осіб/км².  Було 68 помешкань (17/км²).
Расовий склад населення:
| - 98,3 % — білих - 0,8 % — корінних американців - 0,8 % — чорних або афроамериканців |

До двох чи більше рас належало 0,0 %. Частка іспаномовних становила 0,0 % від усіх жителів.
За віковим діапазоном населення розподілялося таким чином: 21,0 % — особи молодші 18 років, 66,4 % — особи у віці 18—64 років, 12,6 % — особи у віці 65 років та старші. Медіана віку мешканця становила 40,8 року. На 100 осіб жіночої статі у селищі припадало 128,8 чоловіків;  на 100 жінок у віці від 18 років та старших — 118,6 чоловіків також старших 18 років.
Медіана доходів становила 58 750 доларів для чоловіків та 21 875 доларів для жінок. За межею бідності перебувало 12,3 % осіб, у тому числі 13,5 % дітей у віці до 18 років та 26,1 % осіб у віці 65 років та старших.
Цивільне працевлаштоване населення становило 69 осіб. Основні галузі зайнятості: освіта, охорона здоров'я та соціальна допомога — 29,0 %, роздрібна торгівля — 24,6 %, транспорт — 10,1 %, виробництво — 10,1 %.